# Чорноосове
Чорноосове або Чорний Осов (біл. вёска Чорны Осаў) — село в складі Крупського району Мінської області, Білорусь. Село підпорядковане Ухвальській сільській раді, розташоване в східній частині області.